# ナチシダ自生北限地

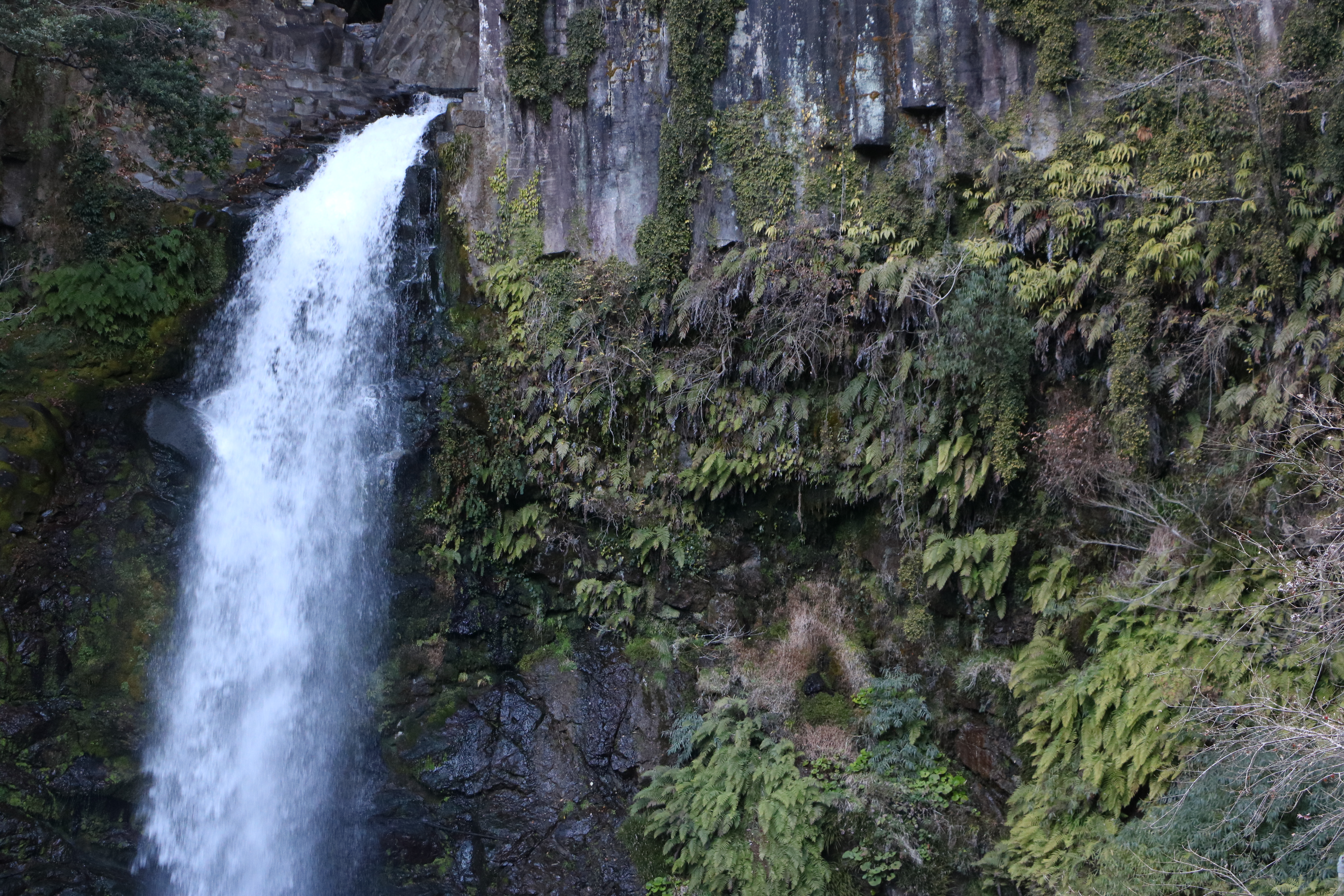
ナチシダ自生北限地の大滝（おおだる）の滝壺岩壁に生育するシダ類。2024年1月17日撮影。

ナチシダ自生北限地（ナチシダじせいほくげんち）は、静岡県賀茂郡河津町梨本にある、国の天然記念物に指定されたナチシダの自生地である。
ナチシダ（那智羊歯、学名: Pteris wallichiana）は、イノモトソウ科のシダ植物の一種で、アジアの熱帯と亜熱帯を中心に分布する大型のシダである。ナチシダという和名は日本で最初に和歌山県の那智で発見されたことによるもので、日本国内での自生地は房総半島および伊豆半島より南西側とされているが、近年では神奈川県の三浦半島など、既知の自生地より北側の地域での自生も確認されはじめている。
したがって本記事で解説する伊豆半島南部の河津町にあるナチシダ自生北限地は、本種の真の自生北限地ではないが、生育状態が良好かつ旺盛であり、分布北限域において、ある程度まとまった群落を形成している点で学術的価値が高いとされ、1953年（昭和28年）3月31日に「ナチシダ自生北限地」の指定名称で国の天然記念物に指定された。

## 解説

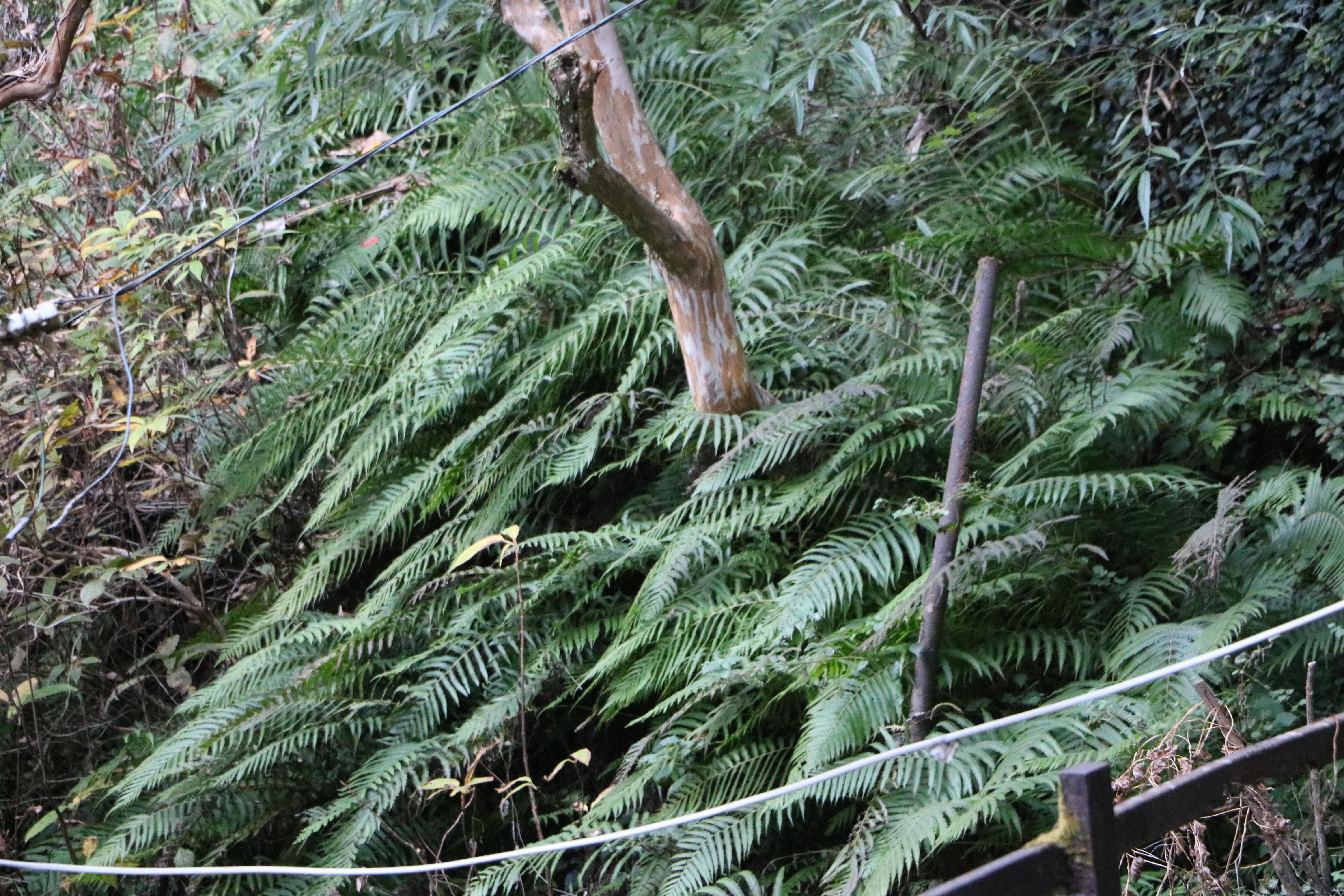
指定地はシダ類が豊富だがナチシダを確認することは難しい。2024年1月17日撮影。

ナチシダ自生北限地のある静岡県賀茂郡河津町は、カワヅザクラ（河津桜）の発祥地として知られる伊豆半島の南東部にあり、小説『伊豆の踊子』で著名な天城峠から南方へ流れ下る河津川の流域に開けた相模灘に面した町である。河津川上流の山間部には7つの滝が連続する景勝地河津七滝（かわづななだる）があり、国の天然記念物として指定されたナチシダ自生北限地は、7つの滝のうち最も下流にあり最大の落差を持つ大滝（おおだる）の滝壺の周囲と、大滝の北西側に位置する沼の川地区（萩ノ入川上流部）の山林内である。
国の天然記念物に指定された経緯は、1952年（昭和27年）11月4日に当地を訪れ現地調査を行った植物学者の本田正次による報告に基づくもので、ナチシダの自生する滝壺周辺に温泉が湧出しており、一帯の湿潤で温暖な環境がナチシダの生育に適しているなど、その発育が良好であることが報告され、当時の指定基準植物の部、第10項「著しい植物分布の限界地」として、翌1953年（昭和28年）3月31日に国の天然記念物に指定された。
国道414号の河津ループ橋の真下を通る旧静岡県道13号修善寺下田線（通称下田街道）沿いにある「大滝入口」から遊歩道を滝壺方面へ下ると、正面に水量豊富な大滝が落下しており、滝右側の柱状節理の絶壁面から河津川左岸にかけた急傾斜地にナチシダの群落がある。
滝壺手前の遊歩道を少し右手に入った場所に、河津町教育委員会が設置したナチシダ自生北限地の解説板がある。ナチシダは熱帯地方では常緑であるが、北限域にあたる静岡県内や房総半島などでは冬季に地上部が枯れることもある。ここ河津の自生地は北限域の中でも暖かい環境が保たれており、年間を通じて常緑状態であることが多い。1995年（平成7年）『日本の天然記念物』へ解説を寄稿した国立科学博物館植物研究部室長を務めた同館名誉研究員の近田文弘によれば、大滝の下流左岸にある複数の小さな沢沿いにナチシダの群落が連続して見られ、とくに河津七滝温泉の温泉水が流れ込む沢筋では見事な群落が見られたという。
しかし指定域でのナチシダ個体数は近年減少傾向にあり、2016年（平成28年）7月15日付の伊豆新聞下田版によれば、指定地の生育状況を河津町が調査したところ、数株しか確認できなかったという。その要因として、ナチシダが定着するために必要な植物相の攪乱（人為的な伐採等）が行われなくなり、林床部に雑草や低木が繁茂したため、ナチシダの生育が妨げられたと考えられている。

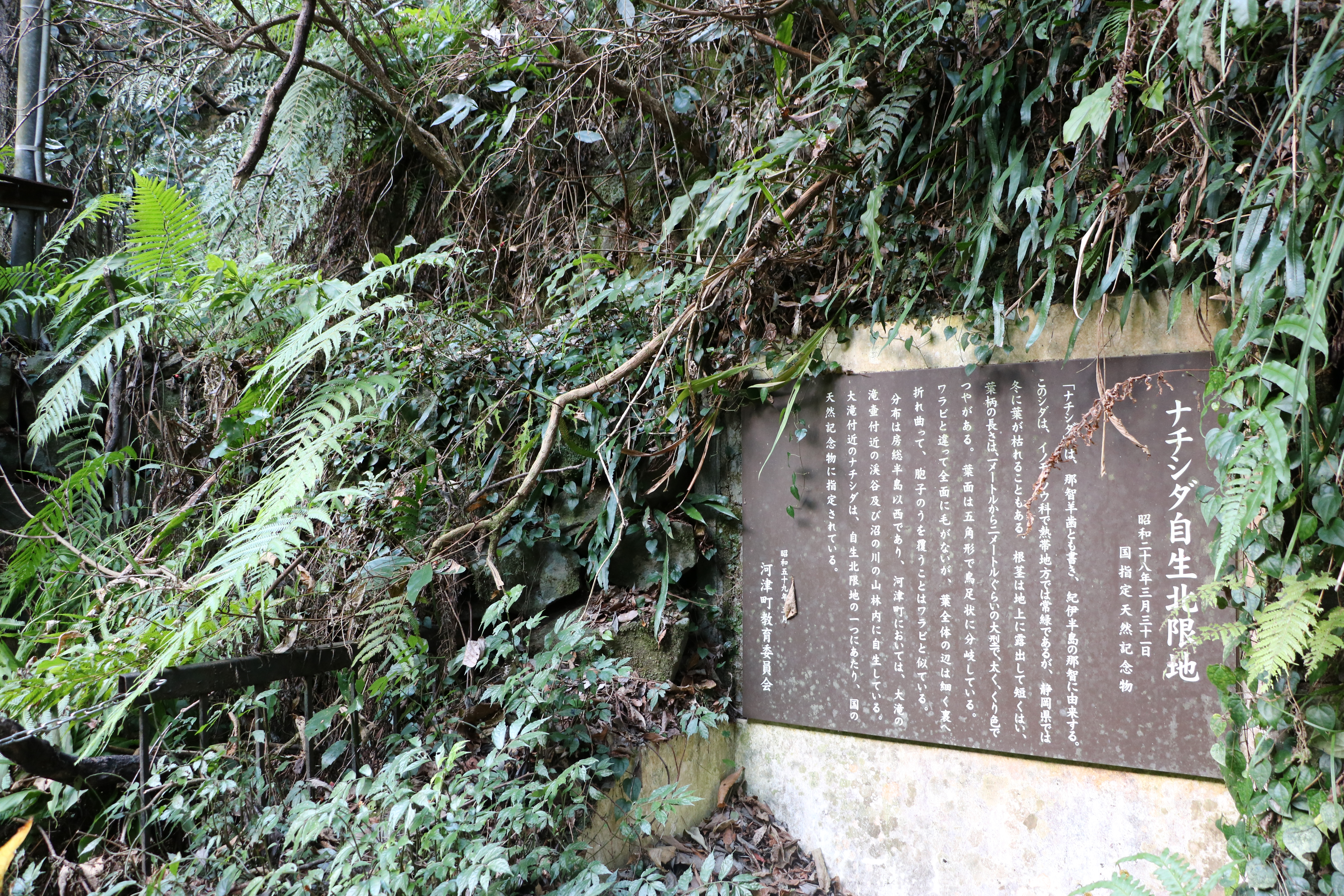
河津町教育委員会が設置した解説板とシダ類。
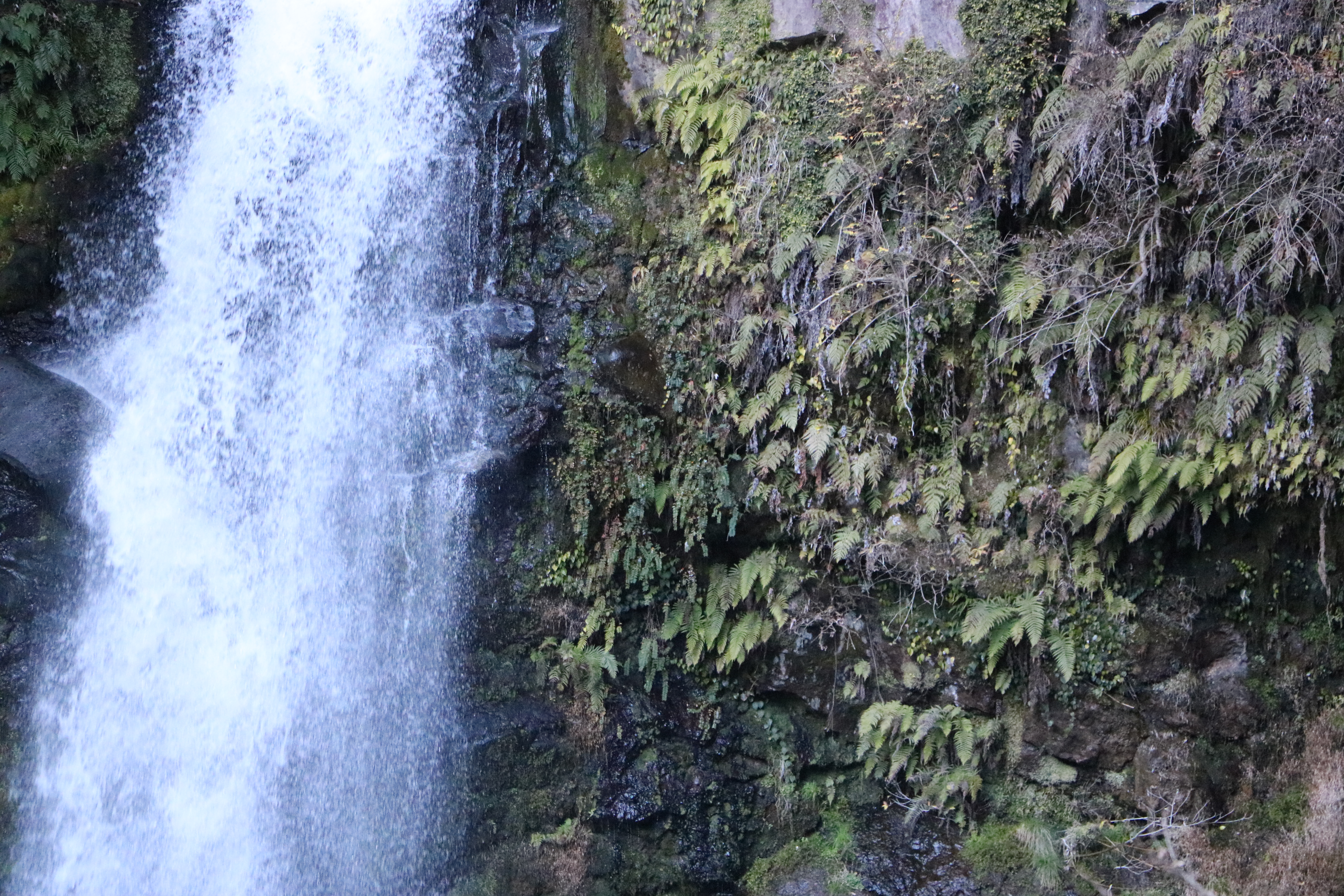
大滝の滝壺岩壁面の拡大。
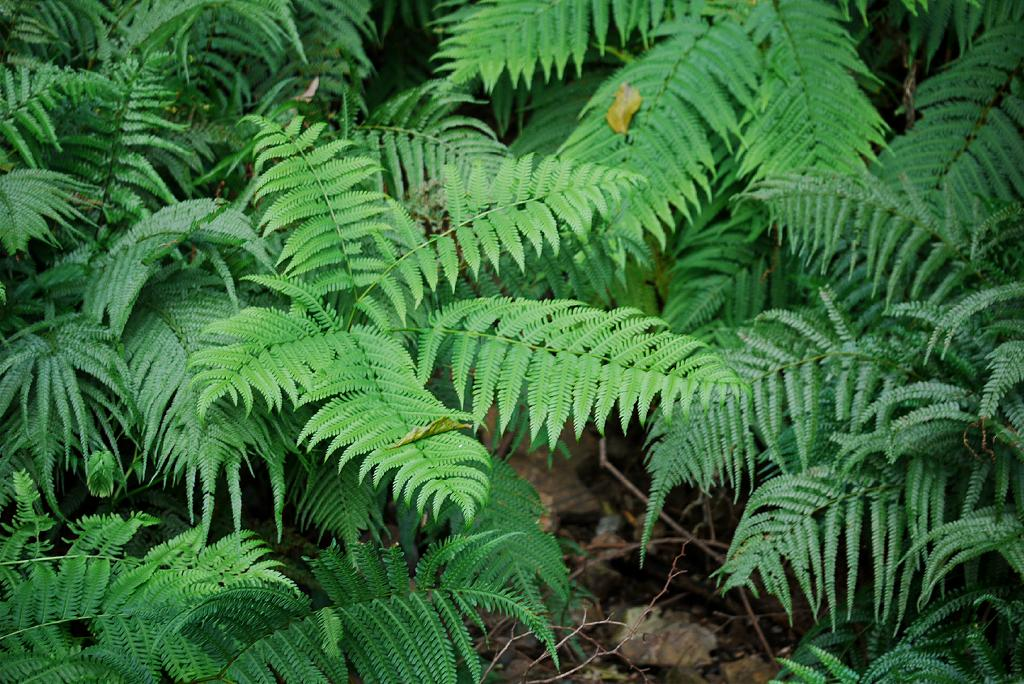
このようにナチシダは上部から見ると特徴的な五角形の葉をつける。この画像は和歌山県日高郡みなべ町で撮影されたもの。

## 交通アクセス
所在地
- 静岡県賀茂郡河津町梨本大畑[12][16]。

交通
- ここでは河津七滝温泉へのアクセスを示す[17]。
  - 伊豆急行伊豆急行線河津駅から東海バスまたはタクシーで約20分から30分[6]。
  - 東名高速道路沼津インターチェンジより約1時間20分。旧七滝観光センター無料駐車場。水垂バス停下無料駐車場[18]。